# Ma quale amore/È tempo per noi
Ma quale amore/È tempo per noi è un 45 giri del cantante pop italiano Riccardo Fogli, pubblicato nel 1990.
Entrambi i brani sono inclusi nell'album Sentirsi uniti, pubblicato nel 1990.
Il brano Ma quale amore, composto da Laurex, Luigi Lopez ed Andrea De Angelis, fu presentato al Festival di Sanremo di quell'anno, dove fu eseguito da Fogli in abbinamento con Sarah Jane Morris, che l'interpretò in inglese con il titolo Speak to Me of Love. Si classificò al 10º posto.